# Inseln im Strom (Film)
Inseln im Strom (Originaltitel: Islands in the Stream) ist ein Spielfilm aus dem Jahre 1977. In Deutschland kam er am 28. Oktober 1977 in die Kinos. Kameramann Fred J. Koenekamp wurde für den Film für den Oscar für die beste Kamera nominiert. Er basiert auf dem gleichnamigen Buch von Ernest Hemingway.

## Handlung
Thomas Hudson ist ein Amerikaner, der die zivilisierte Welt für ein einfaches Leben in der Karibik verlassen hat. Schaffner erzählt den Film in vier Teilen.
1: Der Teil spielt auf den Bahamas um 1940. Tom macht sich Sorgen um seinen Freund Eddy, der mit jedem trinkt und streitet. Tom und die Inselbewohner feiern den Jahrestag von Queen Mum.
2: Wochen danach trifft Tom wieder seine drei Söhne. Das Wiedersehen nach vier Jahren ist bitter süß. Sie unternehmen eine gemeinsame Angeltour, um einen Marlin zu fangen. Anschließend kehren die Söhne in die USA zurück, damit der älteste an der Luftschlacht um England teilnehmen kann.
3: Hier kehrt Audrey zu Tom zurück und will sich mit ihm versöhnen. Am Ende erfährt Tom, dass sein ältester Sohn abgeschossen wurde und gefallen ist.
4: Im vierten Teil will Tom den Opfern der Nazis bei ihrer Flucht helfen. Dabei begleiten ihn Joseph und Eddy. Er will Flüchtlinge über Kuba in die USA bringen. Als er der kubanischen Küstenwache gegenübersteht, kann er seine Besatzung retten, wird aber selbst erschossen.

## Kritik
Das Lexikon des internationalen Films urteilte, der Film sei eine „insgesamt [...] etwas sterile Verfilmung“, wenngleich „[in] Einzelheiten gelungen“.